# جيمس باوي
جيمس باوي (بالإنجليزية: James Bowie)‏ كان عسكري أمريكي في القرن التاسع عشر، لعب دوراً بارزاً في ثورة تكساس، يُعتبر شخصية تاريخية وبطلاً قومياً في ولاية تكساس، وُلد في ولاية كنتاكي وقضى معظم حياته في ولاية لويزيانا، كما عُرف كذللك بصناعته لسكين باوي الذي سُمي بإسمه.